# Adulis
Adulis is een historische stad en tevens archeologische opgraving in de regio Semenawi Keyih Bahri van Eritrea, circa 45 km ten zuiden van Massawa. Het was een havenstad van het Koninkrijk Aksum aan de kust van de Rode Zee. Adulis lag aan de handelsroutes met Griekenland en het Byzantijnse Rijk. In het oude Egypte werd Adulis waarschijnlijk beschouwd als een plaats in het mythische Land van Poent.
De oudste vermelding dateert van de Romeinse schrijver Plinius de Oudere. Hij had de naam van de stad overigens verkeerd begrepen, en dacht uit te naam af te leiden dat de stad was gesticht door ontsnapte Egyptische slaven. Verder meldde hij dat Adulis de marktplaats was voor de Troglodieten en de inwoners van Ethiopië. Ook de Periplus van de Erythreïsche Zee vermeldt Adulis, en beschrijft de plaats als een handelsplek voor onder andere ivoor en slaven. In de 2e en 3e eeuw n.Chr. werd de stad bezocht door Romeinse handelaren.
Een werk uit de 4e eeuw noemt een reis van een Egyptische jurist naar India. Hij zou tijdens een deel van zijn reis zijn begeleid door ene Mozes, bisschop van Adulis.
De Byzantijn Kosmas Indikopleustes noemde twee inscripties die hij in Adulis in de 6e eeuw had aangetroffen. De ene inscriptie vertelde over de oorlogsolifanten die Ptolemaeus III Euergetes I uit deze regio had gehaald. De andere inscriptie - genaamd Monumentum Adulitanum - verhaalde van de overwinningen die een koning van Aksum, mogelijk Sembrouthes, had behaald in Arabië en het noorden van Ethiopië.
Dankzij Adulis had Aksum controle over de Rode Zee. De haven werd rond 525 n.Chr. gebruikt als uitvalsbasis om het koninkrijk Himyar binnen te vallen. Uiteindelijk werd er weinig meer van Adulis vernomen. Er zouden tot 702 nog aanvallen vanuit Aksum plaatsvinden op de Arabische kust. Adulis zou zijn bezet door moslims, die daarmee een einde maakten aan de toegang van Aksum tot de zee. Hierdoor zou Aksum geïsoleerd raken van het Byzantijnse Rijk en andere bondgenoten. De stad wordt ook af en toe genoemd door islamitische schrijvers. In ieder geval lijkt het dat Adulis vanaf de 7e eeuw in verval raakte.

## Archeologische opgravingen
Adulis was een van de eerste vindplaatsen in het oude Aksum die werd opgegraven. Een Franse ploeg voerde in 1840 een eerste onderzoek uit, en in 1868 groeven medewerkers van de Britse officier Robert Napier enkele gebouwen op, waaronder de funderingen van een mogelijk Byzantijnse kerk.
De eerste wetenschappelijke opgravingen vonden in 1906 plaats door een Duitse expeditie onder leiding van R. Sundström. Hij legde in het noorden van Adulis een groot gebouw bloot dat hij als paleis bestempelde. Ook werden er munten van Aksum gevonden. De onderzoeksresultaten werden in 1913 gepubliceerd.
De Italiaan Roberto Paribeni ontdekte in 1907 nog enkele andere gebouwen, waaronder woonhuizen. Ook werden er potten gevonden, zoals geïmporteerde amfora's uit Akaba.
Het duurde daarna zo'n 50 jaar voordat de eerstvolgende reeks opgravingen plaatsvond. In 1961 en 1962 stuurde Ethiopië een expeditie onder leiding van Francis Anfray naar Adulis. Naast materiaal dat wijst op een sterke band tussen Adulis en Aksum, werd ook een laag aangetroffen die wijst op een verwoesting van de stad.
In de diepste lagen zijn glazen artefacten aangetroffen die sterk lijken op exemplaren uit de 18e dynastie van Egypte. Ook is een fles gevonden die afkomstig moet zijn uit Aboe Mena en door een pelgrim zal zijn meegenomen naar Adulis.
Eritrea werd in 1991 onafhankelijk van Ethiopië. Vanuit Eritrea zijn pogingen gedaan om de in Ethiopië verblijvende archeologische vondsten terug te krijgen.
- Bibliothèque nationale de France: cb16231740c (data)
- Gemeinsame Normdatei: 7660348-9
- Nationale Bibliotheek van Israël: 987009464388605171
- Système universitaire de documentation: 196385016
- Virtual International Authority File: 243906891